# 3 Lubelski Pułk Wojsk Obrony Wewnętrznej
3 Lubelski Pułk Wojsk Obrony Wewnętrznej (3 pWOWew) - oddział Wojsk Obrony Wewnętrznej Wojska Polskiego.

## Formowanie
Pułk został sformowany na podstawie zarządzenia szefa Sztabu Generalnego Wojska Polskiego Nr 0170/Org. z dnia 22 grudnia 1966 roku. Jednostka została zorganizowana w garnizonie Lublin na bazie rozwiązanego 3 Pułku KBW.
Do początku lat 70. na bazie pułku na wypadek wojny formowano 3 Brygadę Wojsk Obrony Wewnętrznej złożoną z trzech pułków WOWew, batalionu czołgów średnich, dywizjonu artylerii, dywizjonu moździerzy i dywizjonu artylerii przeciwlotniczej. Od 1971 roku pułk stanowił bazę mobilizacyjną dla dowództwa 26 Rezerwowej Dywizji Zmechanizowanej, 76 Batalionu Łączności i 29 Batalionu Zaopatrzenia czasu "W". Jednostki te wraz z 3 pWOWew wchodziły w skład 26 RDZ.
Na podstawie zarządzenia szefa Sztabu Generalnego Wojska Polskiego Nr 040/Org. z dnia 27 czerwca 1988 roku pułk został rozformowany.

## Struktura pułku
- dowództwo i sztab
- batalion piechoty zmotoryzowanej (trzy kompanie piechoty zmot. i kompania wsparcia)
- batalion czołgów
- batalion szkolny
- bateria moździerzy 120 mm
- bateria przeciwpancerna (armaty 85 mm D-44)
- bateria przeciwlotnicza
- kompania saperów
- kompania łączności
- kompania regulacji ruchu
- kompania zaopatrzenia
- pluton chemiczny